# Gestore dei servizi energetici
Gestore dei servizi energetici - GSE S.p.A. è una società per azioni italiana nata nel 1999, interamente partecipata dal Ministero dell'economia e delle finanze, alla quale è attribuito l'incarico di promozione e sviluppo delle fonti rinnovabili e dell'efficienza energetica.
La Società svolge i propri compiti in conformità con gli indirizzi strategici e operativi definiti dal Ministero dello sviluppo economico e dall'Autorità di Regolazione per Energia Reti e Ambiente ed è assoggettata al controllo della Corte dei Conti.
Il GSE ricopre un ruolo centrale nell'incentivazione economica dell'uso delle fonti rinnovabili in Italia, oltre che nella promozione dell'efficienza energetica e della cultura dell'uso sostenibile dell'energia.

## Storia
La società è stata costituita nel 1999 per effetto del decreto che ha determinato la liberalizzazione del settore dell'energia elettrica in Italia, il cosiddetto decreto Bersani. Il Gestore della rete di trasmissione nazionale (GRTN) si occupava inizialmente della gestione delle attività di trasmissione e di dispacciamento dell'energia elettrica, compresa la gestione unificata della rete di Trasmissione Nazionale.
La Direttiva n. 54/2003 introduceva l'obbligo della separazione societaria del gestore dalla rete di distribuzione, laddove le precedenti direttive sul mercato interno n. 92/1996 e 30/1998 prevedevano una mera separazione contabile. Ciò a sua volta non implicava una separazione della proprietà. Il gestore doveva disporre di poteri decisionali indipendenti dalla casa madre in tema di gestione/manutenzione/sviluppo della rete, col divieto di dedicarsi ad altre attività del mercato elettrico. 
Il D. Lgs. 79/1999 già contemplava la separazione del gruppo ENEL nelle varie società operative nel mercato elettrico. La legge n. 290/2003 disponeva l'unificazione della proprietà e della gestione della rete trasmissiva, che spettavano rispettivamente a Terna (controllata di ENEL) e al GRTN (interamente controllato dal Ministero dell'Economia), per dare vita a un soggetto di diritto privato. 
Con l'operazione, avvenuta il 1º novembre 2005, di trasferimento di questa attività a Terna Spa, la società ha cambiato denominazione da GRTN a GSE, e attualmente si occupa della promozione e l'incentivazione della produzione di energia elettrica da fonti rinnovabili, attività che svolgeva anche precedentemente, ma in misura limitata.
A partire dal 2007, gli operatori di energia elettrica e gas avevano facoltà di acquisire fino al 20% del capitale sociale del nuovo soggetto che avrebbe avuto proprietà e gestione della rete di trasmissione elettrica.

## Attività
L'attività dell'azienda si sviluppa nel settore delle fonti rinnovabili e assimilate incentivandone la produzione e gestendone i flussi economici e finanziari che ne derivano; in particolare:
- si occupa del ritiro e del collocamento sul mercato dell'energia prodotta da impianti da fonti rinnovabili e assimilate;
- organizza, gestisce ed eroga gli incentivi alla produzione di energia elettrica da tali fonti;
- effettua l'emissione dei cosiddetti certificati verdi e si occupa della verifica dell'adempimento degli obblighi correlati da parte dei produttori e degli importatori;[8]
- rilascia la qualificazione per gli impianti alimentati da fonti rinnovabili (IAFR);
- rilascia un certificato di garanzia per l'origine dell'energia elettrica prodotta da fonti rinnovabili;
- è responsabile del riconoscimento ufficiale della trasformazione degli impianti di generazione elettrica in impianti di cogenerazione;
- si occupa della fornitura dei servizi di stoccaggio virtuale del gas e gestisce le aste per l'assegnazione di prestazioni e servizi di stoccaggio;
- incentiva interventi di piccole dimensioni per l'incremento dell'efficienza energetica e per la produzione di energia termica da fonti rinnovabili (conto termico);
- gestisce, valuta e certifica i risparmi correlati a progetti di efficienza energetica condotti nell'ambito del meccanismo dei certificati bianchi;
- gestisce, per conto del Ministero dello sviluppo economico, il sistema nazionale dei certificati d'immissione in consumo dei biocarburanti, al fine di sviluppare la filiera dei biocarburanti sostenibili;
- svolge attività di qualifica dei sistemi efficienti di utenza (SEU), dei sistemi esistenti equivalenti ai sistemi efficienti di utenza (SEESEU), dei sistemi di autoconsumo collettivo e comunità di energia rinnovabile (CER) volta all'ottenimento di agevolazioni tariffarie;
- svolge, per conto delle unità di produzione inserite nel proprio contratto di dispacciamento in immissione, il servizio di previsione, programmazione e commercializzazione dell'energia elettrica, al fine di minimizzare lo sbilanciamento fisico e le conseguenti quote residue da trasferire agli operatori;
- effettua il monitoraggio dello sviluppo delle energie rinnovabili per la verifica degli obiettivi comunitari al 2030;
- è responsabile del collocamento delle quote italiane di emissione nel sistema di aste dell'EU ETS (Auctioneer), introdotto con il pacchetto Clima Energia;
- supporta le istituzioni per l'attuazione delle politiche energetiche attraverso la fornitura di studi, dati e consulenza tecnica e le pubbliche amministrazioni attraverso l'erogazione di servizi specialistici in campo energetico;
- svolge attività d'informazione e formazione rivolta agli operatori del settore e ai cittadini per promuovere la conoscenza dei diversi meccanismi di sostegno alle rinnovabili.

## Società controllate
Di seguito si riporta la lista delle Società controllate da GSE:
- Acquirente unico (AU), partecipata al 100%, è la società a cui è affidato per legge il ruolo di garante della fornitura di energia elettrica alle famiglie e alle piccole imprese, a condizioni di economicità, continuità, sicurezza ed efficienza del servizio;[9]
- Gestore dei mercati energetici (GME), partecipata al 100%, è la società che gestisce la borsa elettrica italiana, nella quale si forma il prezzo che i consumatori pagheranno per l'energia elettrica;[9]
- Ricerca sul sistema energetico (RSE), partecipata al 100%, è la società che sviluppa attività di ricerca nel settore elettro-energetico, con particolare riferimento ai progetti strategici nazionali.

## Dati economici e finanziari
Dal bilancio al 31 dicembre 2023, il gruppo GSE ha un patrimonio netto pari a oltre 102 milioni di Euro, un fatturato consolidato di oltre 55 miliardi di Euro e un utile netto consolidato di oltre 22 milioni di Euro. Per quanto riguarda la sola capogruppo, il patrimonio netto è di oltre 71 milioni di Euro, il fatturato di circa 15 miliardi di Euro e l'utile netto di circa 16 milioni di Euro.